# Stuart Eleonóra tiroli grófné
Stuart Eleonóra (Dunfermline, Skócia, 1433 – Innsbruck, Tirol, 1480. november 20.), németül: Eleonore von Schottland, skót gaelül: Eilionòir Stiùbhart Nic Rìgh Sheumais I, bana-phrionnsa na h-Alba, skót (angol) nyelven: Eleanor o Scotland, Airchduchess o Austrick,  Eleanor Stewart of Scotland, olaszul: Eleonora Stuart, franciául: Éléonore Stuart/Éléonore d'Écosse, latinul: Alienora Stuart Scotiae filia Iacobi Scotorum regis, archiducissa Austriae, skót királyi hercegnő, házassága révén ausztriai főhercegné és Tirol (hercegesített) grófnéja. Stuart Annabella hercegnő nővére. Ő fordította franciáról németre a Ponthus et la belle Sidonie című történetet.

## Élete

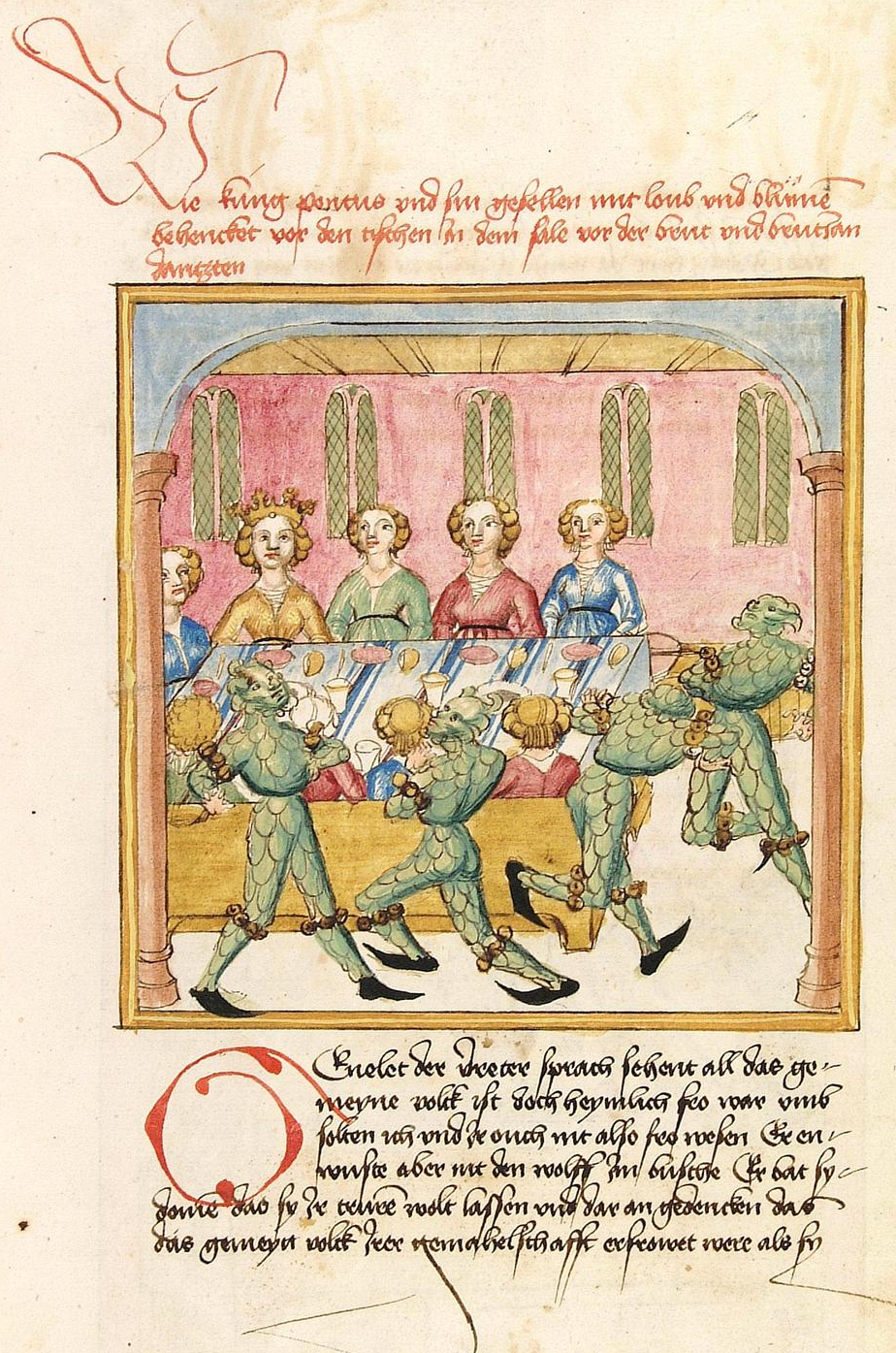
Ponthus et la belle Sidonie című történet Savoyai Sarolta francia királyné számára készített példánya, melynek szövegét fordította Eleonóra franciáról németre.

Édesapja I. Jakab skót király, III. Róbert skót király és Annabella Drummond fia, édesanyja Lancasteri (Beaufort) Johanna, Somerset grófnője, Lancasteri (Beaufort) Jánosnak, Somerset grófjának és Margaret Hollandnek a leányaként Genti János lancasteri herceg unokája és III. Eduárd angol király dédunokája.
Eleonóra a francia udvarban nevelkedett nővérei társaságában. A testvérek közül a legidősebb, Stuart Margit (1424–1445) a francia trónörökösnek, a későbbi XI. Lajos francia királynak volt az első felesége. Eleonóra öt lánytestvére közül a sorban következő Izabella (1426–1494/1499) I. Ferenc breton herceggel kötött házasságot 1442-ben.
A legfiatalabb nővére, Johanna (1428 (körül)–1486) siketnéma volt, és 1445. augusztusától 1458 tavaszáig élt Franciaországban, majd visszatért Skóciába és Morton grófnéja lett. 
A legidősebb húga, Mária (–1465) Wolfert van Borselen németalföldi helytartónak, Franciaország marsalljának a felesége lett.
Legkisebb húgát, Annabellát Savoyai Lajos herceggel, I. Lajos savoyai herceg és Lusignan Anna ciprusi királyi hercegnő másodszülött fiával jegyezték el. A házassági szerződést Lajos és Annabella között 1444. december 14-én kötötték meg. A következő évben, 1445. augusztus 16-án meghalt a legidősebb nővére, Stuart Margit francia trónörökösné. A savoyai–skót házasságot 1447. december 17-én kötötték meg, de Annabella csak 1455-ben utazott el a savoyai udvarba, a házasságukat azonban politikai okokból 1458-ban semmissé nyilvánították. Annabella Johanna nővérével együtt visszatért Skóciába, ahol 1459. március 10-bén feleségül ment George Gordonhoz, Huntly későbbi grófjához.
Eleonóra 1449. február 12-én ment feleségül Zsigmond osztrák főherceghez és Tirol grófjához. Házasságuk nagyon hosszú ideig gyermektelen maradt, majd 1480 novemberében a 40-es éveiben járó főhercegné fiút szült. Wolfgang 1480-ban röviddel a születése után meghalt.
Nem sokkal gyermeke világra hozatala után Eleonóra is elhalálozott. Megözvegyült férje négy év múlva feleségül vette Katalin szász hercegnőt, házasságuk gyermektelen maradt, így amikor 1496 márciusában Zsigmond meghalt, vele a Habsburgok ezen ága is sírba szállt.

## Gyermeke
- I. (Habsburg) Zsigmond (1427–1496) ausztriai főhercegtől, Tirol hercegesített grófjától, 1 fiú:
  - Wolfgang (Innsbruck, 1480. november 20. (előtt) – Innsbruck, 1480. november 20. /előtt/) osztrák főherceg, anyjával együtt temették el Stamsban.